# فريدريك فيشر
فريدريك فيشر هو جندي كندي، ولد في 3 أغسطس 1894 في سانت كاثرينز في كندا، وتوفي في 23 أبريل 1915 في Langemark ‏ في بلجيكا.